# Omission
Omission (von lateinisch omittere: „auslassen, unterlassen“, auch Abszission) ist ein Stilmittel der Rhetorik, der Lyrik und der Prosa. In der Ästhetik wird eine Trope oder ein Symbol mit negativer oder positiver Appellfunktion als Omission bezeichnet.

## Auslassung
Im Gegensatz zur Hyperbel, die ihre interpretatorische Funktion durch Übertreibung bzw. durch ein Zuviel gewinnen, versteht man unter einer Omission das bewusste Aussparen eines eigentlich zu erwartenden Details. Die Omission schafft auf diese Weise ein Zuwenig, eine Art von Leerstelle (vgl. Iser) oder Unbestimmtheit (vgl. Roman Ingarden), deren Interpretation oft hermeneutisch relevanter ist als die Information des weggelassenen Details selbst. Besonders Kriminalroman und analytisches Drama machen häufig Gebrauch von Omissionen.

## Beispiel
Faust fragt Gretchen: „Darf ich euch nicht begleiten?“. Gretchen antwortet: „Die Mutter würde mich – lebt wohl.“ Der verwendete Gedankenstrich stellt eine Auslassung dar.